# District de Shimoina
Le district de Shimoina (下伊那郡, Shimoina-gun) est un district de la préfecture de Nagano, au Japon.

## Géographie
Le district de Shimoina s'étend sur 1 270,43 km2.

### Municipalités

#### Bourgs
- Anan
- Matsukawa
- Takamori

#### Villages
- Achi
- Hiraya
- Neba
- Ōshika
- Shimojō
- Takagi
- Tenryū
- Toyooka
- Urugi
- Yasuoka

## Historique
- Le 1er juillet 1993, le bourg de Kamisato est annexé à la ville d'Iida.
- Le 1er octobre 2005, les villages de Kami et Minamishinano sont annexés à la ville d'Iida.
- Le 1er janvier 2006, le village de Namiai est annexé au village d'Achi.
- Le 31 mars 2009, le village de Seinaiji est annexé au village d'Achi.